# Croajingolong National Park
Croajingolong National Park är en park i Australien. Den ligger i delstaten Victoria, omkring 400 kilometer öster om delstatshuvudstaden Melbourne.
Trakten är glest befolkad. Det finns inga samhällen i närheten.
I omgivningarna runt Croajingolong National Park växer i huvudsak städsegrön lövskog. Genomsnittlig årsnederbörd är 1 214 millimeter. Den regnigaste månaden är juni, med i genomsnitt 236 mm nederbörd, och den torraste är juli, med 42 mm nederbörd.